# Aloe omavandae
Aloe omavandae ist eine Pflanzenart der Gattung der Aloen in der Unterfamilie der Affodillgewächse (Asphodeloideae). Das Artepitheton omavandae verweist auf das Vorkommen der Art bei Omavanda in Namibia.

## Beschreibung

### Vegetative Merkmale
Aloe omavandae wächst kurz stammbildend und einzeln. Die hängenden Stämme erreichen eine Länge von bis zu 22 Zentimeter und sind 3,5 bis 5,5 Zentimeter dick. Die bis zu 25 deltoid-lanzettlichen Laubblätter bilden an der Stammspitze dichte Rosetten. Ihre blass grüne bis gräulich grüne, blassrosagrün verblassende Blattspreite ist 30 bis 47 Zentimeter lang und 6,5 bis 8,5 Zentimeter breit. Die Blattoberseite ist zur Basis spärlich weißgefleckt. Die Unterseite ist dicht gefleckt und die Flecken bilden dort undeutliche Querbänder. Die weiß-knorpeligen bis rötlich braunen Zähne am Blattrand sind 1 bis 1,5 Millimeter lang und stehen 10 bis 15 Millimeter voneinander entfernt. Der Blattsaft trocknet blass orangebraun.

### Blütenstände und Blüten
Der hängende Blütenstand ist einfach oder weist zwei bis vier Zweige auf. Er erreicht eine Länge von 50 bis 70 Zentimeter. Die ziemlich dichten, zylindrisch-zugespitzten Trauben sind 14 bis 21 Zentimeter lang. Die linealisch-lanzettlichen Brakteen weisen eine Länge von 12 Millimeter auf und sind 3 Millimeter breit. Die zylindrisch-dreieckigen orangeroten Blüten stehen an 8 bis 10 Millimeter langen Blütenstielen. Knospen sind grau gespitzt. Die Blüten sind 23 bis 25 Millimeter lang. Auf Höhe des Fruchtknotens weisen die Blüten einen Durchmesser von 5 Millimeter auf. Ihre äußeren Perigonblätter sind auf einer Länge von etwa 8 Millimetern nicht miteinander verwachsen. Die Staubblätter und der Griffel ragen etwa 3 bis 4 Millimeter aus der Blüte heraus.

## Systematik und Verbreitung
Aloe omavandae ist im Norden von Namibia im Kaokoveld in östlichen Baynes Mountains in einer Höhe von 1500 bis 2000 Metern verbreitet.
Die Erstbeschreibung durch Ernst Jacobus van Jaarsveld wurde 2004 veröffentlicht.

## Nachweise